# Mark Teixeira

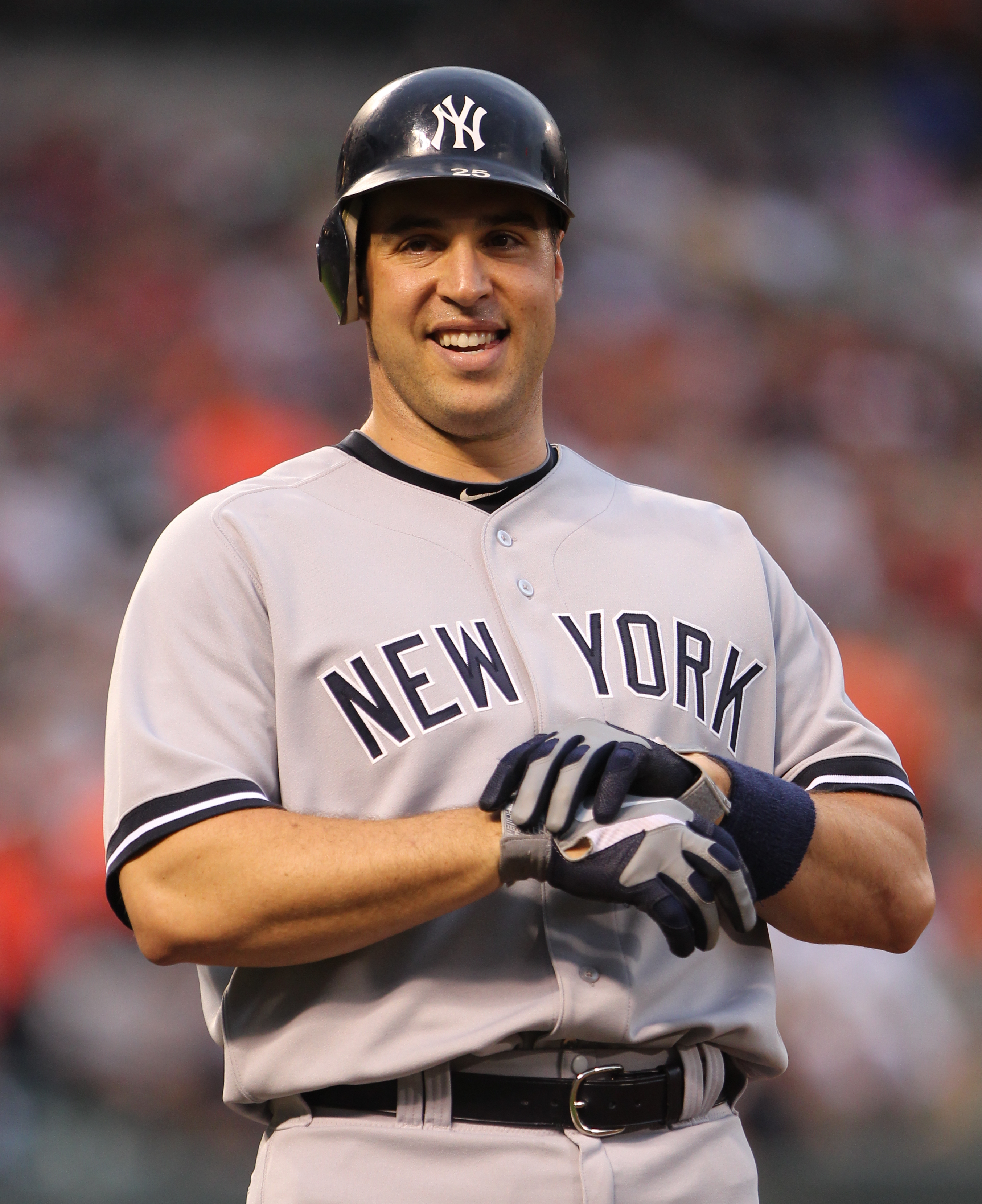
Mark Teixeira i New York Yankees dräkt 2011.

Mark Charles Teixeira, född den 11 april 1980 i Annapolis i Maryland, är en amerikansk före detta professionell basebollspelare som spelade 14 säsonger i Major League Baseball (MLB) 2003–2016. Teixeira var förstabasman.
Teixeira draftades av Boston Red Sox 1998 som 265:e spelare totalt, men valde att inte skriva på utan spela collegebaseboll för Georgia Tech i stället. Där gjorde han så bra ifrån sig att han 2000 erhöll Dick Howser Trophy som den bästa collegespelaren i USA. Han blev tillgänglig igen i draften 2001 och då valdes han som nummer fem totalt av Texas Rangers.
Teixeira spelade för Texas Rangers (2003–2007), Atlanta Braves (2007–2008), Los Angeles Angels of Anaheim (2008) och New York Yankees (2009–2016). Han spelade totalt 1 862 matcher i grundserien med ett slaggenomsnitt på 0,268, 409 homeruns och 1 298 RBI:s. Teixeira var en switch hitter och slog homeruns både som vänsterhänt och högerhänt slagman i samma match vid 14 olika tillfällen, vilket är delat MLB-rekord.
Bland Teixeiras övriga meriter kan nämnas att han togs ut till tre all star-matcher samt vann fem Gold Glove Awards och tre Silver Slugger Awards. Han spelade en framträdande roll när Yankees vann World Series 2009, bland annat var han delat bäst i American League i homeruns (39) och bäst i American League i RBI:s (122).
Teixeira representerade USA vid World Baseball Classic 2006. Han skulle gjort det även 2013, men skadade sig just före turneringens början.